# Viva The World!
『Viva The World!』（ビバ・ザ・ワールド）は、日本のシンガーソングライター・ナオト・インティライミが2014年10月1日にユニバーサルシグマから発売した5枚目のオリジナル・フルアルバムである。

## 収録曲

### CD
1. Just let it go
作詞：ナオト・インティライミ, Komei Kobayashi、作曲：ナオト・インティライミ、編曲：ナオト・インティライミ, 大久保薫
2. FUNTIME
作詞：ナオト・インティライミ, Komei Kobayashi、作曲：ナオト・インティライミ、編曲：SHIKATA, REO
3. The World is ours!
作詞・作曲：ナオト・インティライミ, Antonina Armato and Tim James、編曲：久保田真悟, ナオト・インティライミ
4. アレコレ
作詞・作曲：ナオト・インティライミ、編曲：sounbreakers
5. Everlasting Love
作詞：ナオト・インティライミ, 川村結花、作曲：ナオト・インティライミ、編曲：Jin
6. LIFE
作詞・作曲：ナオト・インティライミ、編曲：久保田真悟
7. メガロポリス・ラプソディー
作詞：ナオト・インティライミ、常田真太郎、作曲：ナオト・インティライミ、編曲：久保田真悟
8. 線香花火
作詞・作曲：ナオト・インティライミ、編曲：EIGO
9. 花びら
作詞・作曲：ナオト・インティライミ、編曲：SHIKATA, REO
10. Ole!
作詞・作曲：ナオト・インティライミ、編曲：大久保薫
11. 手紙
作詞・作曲：ナオト・インティライミ、編曲：田中隼

### DVD
1. The World is ours!（MUSIC VIDEO）
2. 手紙（MUSIC VIDEO）
3. LIFE（MUSIC VIDEO）
4. ナオト・インティライミ LIVE キャラバン 2013@ARENA Nice catch the moment! 2013/10/31 ＠横浜アリーナ